# Pantà de Can Borrell
El Pantà de Can Borrell és una antiga presa situada a la serra de Collserola, dins el terme municipal de Sant Cugat del Vallès, a la comarca del Vallès Occidental. L'embassament ocupa una superfície de 0,2 hectàrees. Disposa d'una presa en desús que recull les aigües d'un torrent que flueix per la serra de Collserola.
Es va construir per proporcionar aigua a la masia de Can Borrell, i està situat al torrent de les Monelles (també anomenat de l'Arrabassada), uns centenars de metres abans d'on aquest desemboca a la riera de Sant Medir.
Pel que fa a la vegetació, l'entorn del pantà es troba dominat per un bosc mediterrani d'alzina i pineda mediterrània de pi blanc. Cal destacar, però, la salzeda mixta que creix a la cua del mateix pantà. El fet de trobar un punt d'aigua enmig d'una massa forestal fa que el pantà de can Borrell esdevingui un espai de certa importància per a tots els vertebrats així com per a la reproducció d'amfibis i invertebrats aquàtics. Pel que fa als factors que influencien negativament l'espai cal destacar la presència de gambúsia.
El pantà de can Borrell forma part de l'espai del PEIN "Serra de Collserola" i de l'espai de la Xarxa Natura 2000 ES5110024 "Serra de Collserola".
Anecdòticament, l'any 2006, es va trobar un caiman comú de 90 centímetres; una espècie exòtica que devia haver estat alliberada per algun particular.